# Jelena Borissowna Manajenkowa
Jelena Borissowna Manajenkowa (russisch Елена Борисовна Манаенкова; geb. 3. September 1964 in Moskau) ist eine russische Geografin und Meteorologin. Sie ist stellvertretende Generalsekretärin der Weltorganisation für Meteorologie (WMO).

## Leben
Manajenkowa schloss im Jahr 1986 an der Staatlichen Universität Moskau ein Studium ab und promovierte 1993 in Moskau am Hydrometeorologischen Forschungszentrum der Russischen Föderation (Гидрометеорологический научно-исследовательский центр Российской Федерации) in Physik und Mathematik, mit Schwerpunkten in Meteorologie, Klimatologie, Satellitenmeteorologie und Satellitenfernerkundung und absolvierte seither eine Reihe wissenschaftlicher Stationen. Sie kam 2003 zur World Meteorological Organization (WMO) und war dort seither in verschiedenen Rollen tätig, seit September 2016 als stellvertretende Generalsekretärin.
Sie ist verheiratet und Mutter zweier Kinder.

## Wirken
Manajenkowas Arbeit steht im Zeichen des Klimaschutzes. So sagte sie bei ihrer Eröffnungsrede der 48. Sitzung des IPCC im Jahr 2018: „Der Klimawandel schreitet schneller voran als wir. Wir brauchen mehr Ehrgeiz und einen stärken Sinn für die Dringlichkeit.“ Auch betonte sie die Bedeutung von Treibhausgasen: „Jeder Bruchteil globale Erwärmung zählt, und so ist es auch für jeden Teil Treibhausgase pro Million. CO2 bleibt über Jahrhunderte in der Atmosphäre und in den Weltmeeren noch viel länger. Derzeit gibt es keinen Zauberstab zur Entfernung von all dem überschüssigen CO2 aus der Atmosphäre.“